# Monosyntaxis persimilis
Monosyntaxis persimilis är en fjärilsart som beskrevs av Rothschild 1912. Monosyntaxis persimilis ingår i släktet Monosyntaxis och familjen björnspinnare. Inga underarter finns listade i Catalogue of Life.